# 黑澤爾赫斯特 (密西西比州)
黑澤爾赫斯特（英語：Hazlehurst）是一個位於美國密西西比州科派亞縣的城市。根據2010年美國人口普查，該地共人口4,009人，而該地的面積約為11.50平方千米。同時該地也是科派亞縣的縣治。

## 地理
黑澤爾赫斯特的座標為31°51′54″N 90°23′29″W / 31.86500°N 90.39139°W，而該地的平均海拔高度為145米（即476英尺）。